# Байгаринка
Байгаринка — упразднённый хутор на территории современного Жирновского сельского поселения в Тацинском районе Ростовской области России. Исключен из учётных данных в 1987 году.

## География
Находился у реки Быстрая, южнее ныне существующих хуторов Жирнов и Исаев.

## История
Дата образования хутора неизвестна. Находился в Морозовском округе Донской области.
В 1920 году на Украине была образована Донецкая губерния, куда вошла и территория Жирновской волости, с хуторами в том числе Байгаринка.
В 1922 году Жирновский волостной сельский совет преобразован в Жирновский сельский совет.
В 1926 году образовался Исаевский сельский совет, куда вошли хутора Исаев, Пуличев, Усть-Халань, Байгаринка, Красный.
В 1956 году произошло объединение двух Советов — Исаевского и Жирновского в единый — Жирновский поселковый Совет с центром пос. Жирнов и хутор Байгаринка вошёл в состав Жирновского поссовета.

## Инфраструктура
Имелась сельская школа.

## Транспорт
Просёлочные дороги.